# Wraniłowci
Wraniłowci (bułg. Враниловци) – wieś w Bułgarii, w obwodzie Gabrowo, w gminie Gabrowo. Według danych szacunkowych Ujednoliconego Systemu Ewidencji Ludności oraz Usług Administracyjnych dla Ludności, 15 marca 2016 roku miejscowość liczyła 345 mieszkańców.

## Historia
Wieś była wzmiankowana w pierwszej połowie XVII wieku. Podczas wojny bałkańskiej w 1912 r. jeden ochotnik został zgłoszony do legionu Macedońsko-Adrianopolskiego.

## Osoby związane z miejscowością
- Nikoła Marinow (1909–1982) – bułgarski pisarz